# Horten H X
Die Horten H X waren zwei Nurflügel-Jagdeinsitzer-Entwürfe der Brüder Horten aus dem Zweiten Weltkrieg.

## Entwicklung
Das erste Projekt betraf einen Überschall-Nurflügler mit Deltaflügel und einer Tragflächenpfeilung von 60–70° und 7,2 m Spannweite, der eine Höchstgeschwindigkeit von Mach 1,4 erreichen sollte. Der Flugzeugführer sollte in liegender Position untergebracht werden. Für die praktischen Versuche mit dem extremen Pfeilungswinkel wurde das Gleitflugzeug H XIII a entworfen.
Der Parallel dazu ausgeführte Entwurf wurde auf Basis des Jägernotprogramms für einen „Volksjäger“ erstellt. Das Flugzeug sollte ein freitragender Nurflügel mit einziehbarem Dreiradfahrgestell sein. Angetrieben werden sollte die H X von einer Heinkel HeS 011-Strahlturbine. Gefertigt wurde lediglich ein verkleinertes Modell zur Schwerpunktbestimmung. Geplant waren die Versuchsvariante H XIII b als Segelflugzeug sowie mit einem 240 PS leistenden Argus As 10 C, die jedoch wegen des Kriegsendes nicht mehr vollendet wurde. Der Bau der H X war für 1946 vorgesehen.
1954 wurde die Bezeichnung H X erneut verwendet. Diesmal für eine Reihe von fahrwerkslosen Hängegleitern.

## Technische Daten
| Kenngröße        | Daten                     |
| ---------------- | ------------------------- |
| Besatzung        | 1                         |
| Länge            | 10,00 m                   |
| Spannweite       | 7,20 m                    |
| Höhe             | 2,3 m                     |
| Flügelfläche     | 35 m²                     |
| Flügelstreckung  | 1,5                       |
| Leermasse        |                           |
| max. Startmasse  | 6000 kg                   |
| Dienstgipfelhöhe | 15.000 m                  |
| Reichweite       | 2000 km                   |
| Triebwerke       | 1 × Heinkel HeS 011       |
| Bewaffnung       | 1 × MK 108, 2 × MG 151/20 |